# Isabel Alejandrina de Wurtemberg
Isabel Alejandrina Constanza de Wurtemberg (Vircava, 27 de febrero de 1802-Karlsruhe, 5 de diciembre de 1864) fue duquesa de Wurtemberg por nacimiento, la cuarta hija del duque Luis de Wurtemberg y de su segunda esposa, la princesa Enriqueta de Nassau-Weilburg. Por su matrimonio con el margrave Guillermo de Baden, ella se convirtió en margravina de Baden.

## Familia
Isabel fue la cuarta de los cinco hijos de Luis de Wurtemberg y de su segunda esposa, la princesa Enriqueta de Nassau-Weilburg. Sus hermanos incluyeron a María Dorotea, archiduquesa de Austria; Amelia, duquesa de Sajonia-Altemburgo; Paulina, reina consorte de Wurtemberg; y el duque Alejandro de Wurtemberg (el fundador de la rama Teck de la familia).
Los abuelos paternos de Isabel fueron el duque Federico II Eugenio de Wurtemberg y Federica de Brandeburgo-Schwedt. Sus abuelos maternos eran el príncipe Carlos Cristián de Nassau-Weilburg y la princesa Carolina de Orange-Nassau, hija del príncipe Guillermo IV de Orange-Nassau.

## Matrimonio e hijos

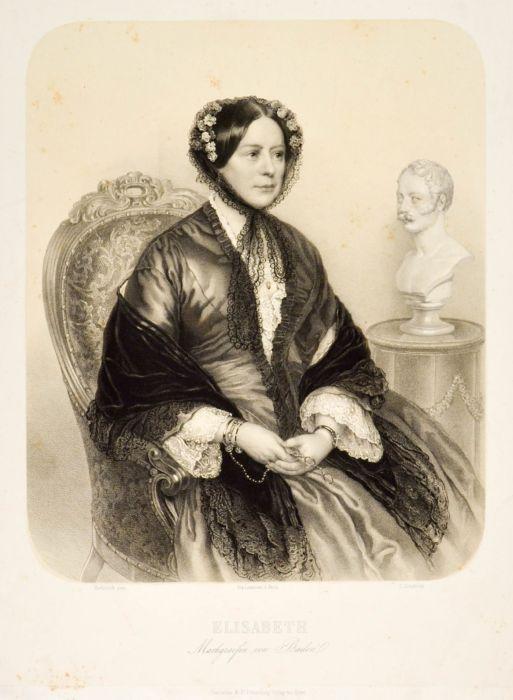
Isabel Alejandrina en 1840.

Isabel se casó con el príncipe Guillermo de Baden el 16 de octubre de 1830 en Stuttgart. Diez años mayor que ella, él era el segundo hijo del gran duque Carlos Federico I de Baden y de su segunda esposa morganática, Luisa Carolina Geyer von Geyersberg. Debido a la humilde condición de su madre, Guillermo no tuvo derechos de sucesión por un tiempo al Gran Ducado de Baden (hasta que su hermano ascendió como Leopoldo I de Baden a principios de ese año).
Isabel y Guillermo tuvieron cuatro hijas:
- Guillermina Paulina Enriqueta Amalia Luisa (7 de mayo de 1833-7 de agosto de 1834).
- Sofía Paulina Enriqueta María Amalia Luisa (7 de agosto de 1834-6 de abril de 1904), se casó con el príncipe Valdemar de Lippe el 9 de noviembre de 1858.
- Paulina Sofía Isabel María (18 de diciembre de 1835-15 de mayo de 1891).
- Leopoldina Guillermina Paulina Amalia Maximiliana (22 de febrero de 1837-23 de diciembre de 1903), se casó con Hermann, VI príncipe de Hohenlohe-Langenburg, el 24 de septiembre de 1862. Ella era la madre del príncipe Ernesto II de Hohenlohe-Langenburg.

## Muerte

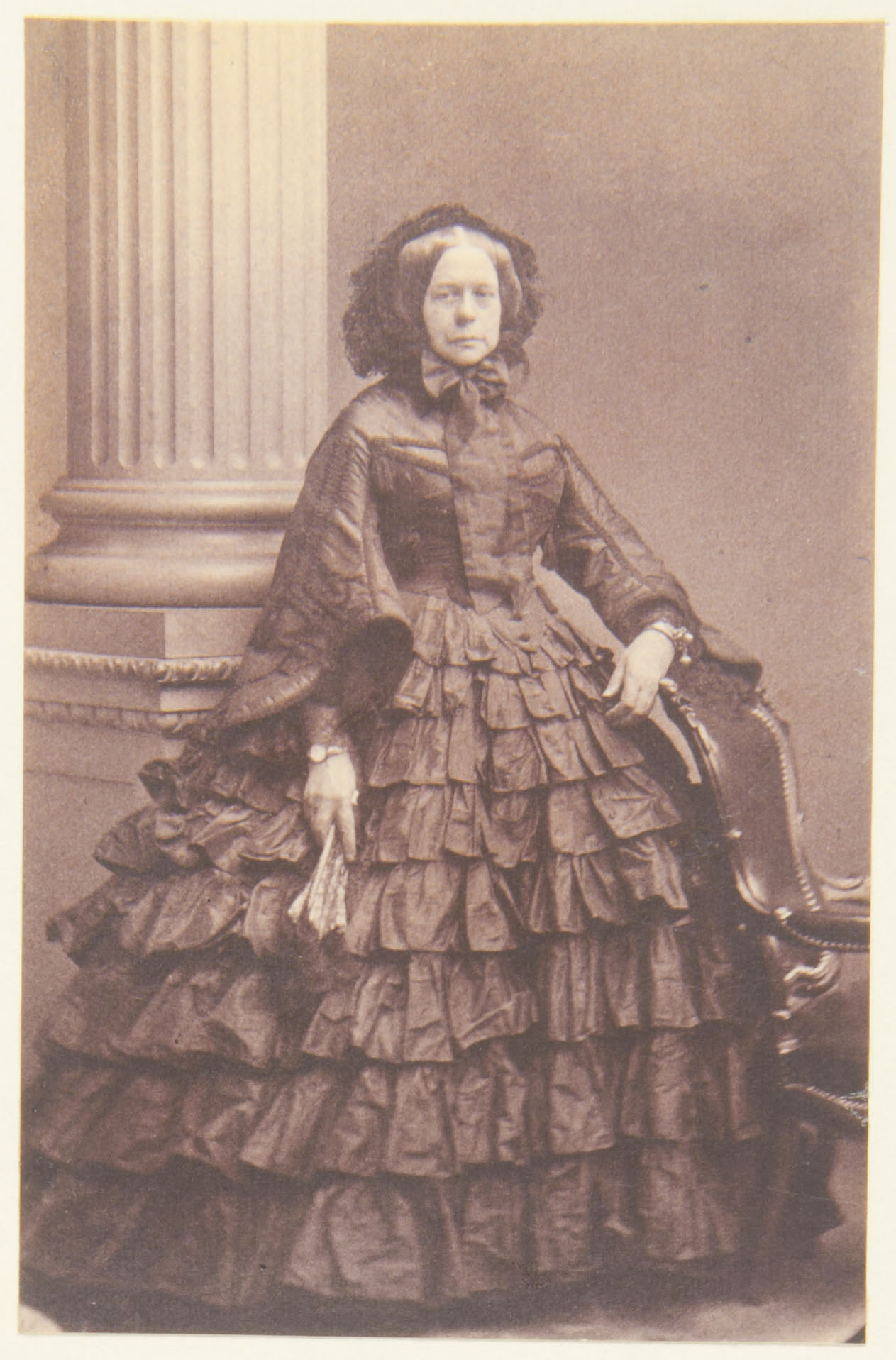
Isabel Alejandrina en 1860.

Guillermo murió el 11 de octubre de 1859. Isabel moriría cinco años más tarde, el 5 de diciembre de 1864, a los 62 años, en Karlsruhe.